# Prva liga Herceg-Bosne 1999-2000
La Prva liga Herceg-Bosne 1999-2000 è stata la settima ed ultima edizione del campionato della Repubblica Croata dell'Erzeg-Bosnia. La UEFA non riconosceva il torneo, quindi le squadre non potevano qualificarsi per le coppe europee.
È stata la quarta edizione a girone unico.

## Contesto storico
Come nella stagione 1997-1998 la N/FSBiH e la Federazione calcistica dell'Erzeg-Bosna siglarono un accordo secondo il quale le migliori squadre dei propri campionati avrebbero disputato i play-off per determinare la squadra campione e le altre qualificate alle coppe europee oltre che la finale tra le vincitrici delle rispettive coppe nazionali. Venne anche decisa la fusione delle due federazioni dalla stagione successiva.
La federazione calcistica della Repubblica Serba di Bosnia ed Erzegovina non aderì e organizzò i propri tornei non riconosciuti dalla UEFA.

## Squadre partecipanti

### Profili
| Squadra                 | Città         | Stagione 1998-99   |
| ----------------------- | ------------- | ------------------ |
| NK Posušje              | Posušje       | campione           |
| NK Široki Brijeg        | Široki Brijeg | 2º                 |
| HŠK Zrinjski            | Mostar        | 3º                 |
| NK Brotnjo              | Čitluk        | 4º                 |
| HNK Orašje              | Orašje        | 5º                 |
| NK Troglav              | Livno         | 6º                 |
| NK Kiseljak dragovoljac | Kiseljak      | 7º                 |
| NK Vitez                | Vitez         | 8º                 |
| HNK Stolac              | Stolac        | 9º                 |
| HNK Ljubuški            | Ljubuški      | 10º                |
| NK GOŠK                 | Gabela        | 11º                |
| NK Redarstvenik         | Mostar        | 12º                |
| NK Žepče                | Žepče         | 1º in 2. liga NORD |
| NK Čapljina             | Čapljina      | 1º in 2. liga SUD  |

### Formula
- La vincente è campione della Repubblica Croata dell'Erzeg-Bosnia. Assieme alla seconda e terza classificata partecipa ai play-off con le squadre della comunità musulmana.
- Le squadre piazzatesi nei primi 9 posti si qualificano per la Premijer Liga 2000-2001.
- Le ultime 5 classificate passano nella Prva liga Federacija Bosne i Hercegovine 2000–2001.

## Classifica
| Pos. | Squadra              | Pt | G  | V  | N  | P  | GF | GS | DR  | Stagione successiva                                   |
| ---- | -------------------- | -- | -- | -- | -- | -- | -- | -- | --- | ----------------------------------------------------- |
| 1.   | Posušje              | 61 | 26 | 19 | 4  | 3  | 54 | 14 | +40 | in Premijer Liga 2000-2001                            |
| 2.   | Brotnjo              | 57 | 26 | 18 | 3  | 5  | 63 | 21 | +42 | in Premijer Liga 2000-2001                            |
| 3.   | Široki Brijeg        | 48 | 26 | 14 | 6  | 6  | 53 | 23 | +30 | in Premijer Liga 2000-2001                            |
| 4.   | Čapljina             | 44 | 26 | 13 | 5  | 8  | 42 | 34 | +8  | in Premijer Liga 2000-2001                            |
| 5.   | Kiseljak Dragovoljac | 43 | 26 | 13 | 4  | 9  | 37 | 27 | +10 | in Premijer Liga 2000-2001                            |
| 6.   | Zrinjski Mostar      | 43 | 26 | 12 | 7  | 7  | 45 | 30 | +15 | in Premijer Liga 2000-2001                            |
| 7.   | Ljubuški             | 40 | 26 | 10 | 10 | 6  | 45 | 22 | +23 | in Premijer Liga 2000-2001                            |
| 8.   | Orašje               | 35 | 26 | 11 | 2  | 13 | 39 | 32 | +7  | in Premijer Liga 2000-2001                            |
| 9.   | Troglav              | 31 | 26 | 10 | 1  | 15 | 27 | 40 | -13 | in Premijer Liga 2000-2001                            |
| 10.  | GOŠK Gabela          | 25 | 26 | 7  | 4  | 15 | 25 | 62 | -37 | in Prva liga Federacije Bosne i Hercegovine 2000-2001 |
| 11.  | NK Vitez             | 25 | 26 | 6  | 7  | 13 | 17 | 42 | -25 | in Prva liga Federacije Bosne i Hercegovine 2000-2001 |
| 12.  | Žepče                | 23 | 26 | 7  | 2  | 17 | 24 | 52 | -28 | in Prva liga Federacije Bosne i Hercegovine 2000-2001 |
| 13.  | Redarstvenik Mostar  | 22 | 26 | 6  | 4  | 16 | 21 | 50 | -29 | in Prva liga Federacije Bosne i Hercegovine 2000-2001 |
| 14.  | Stolac               | 17 | 26 | 4  | 5  | 17 | 12 | 55 | -43 | in Prva liga Federacije Bosne i Hercegovine 2000-2001 |

Legenda:
      Ammesso ai play-off.
Note:
Tre punti a vittoria, uno a pareggio, zero a sconfitta.

### Spareggio Intertoto
Zrinjski Mostar (6º in 1. liga Herceg-Bosne) e Đerzelez Zenica (6º in 1. liga BiH) si sfidano per un posto nella Coppa Intertoto 2000.
| Squadra 1       | Totale          | Squadra 2       | Andata     | Ritorno    |
| --------------- | --------------- | --------------- | ---------- | ---------- |
|                 |                 |                 | 24.05.2000 | 28.05.2000 |
| Đerzelez Zenica | 0 - 0 (2-3 dtr) | Zrinjski Mostar | 0 - 0      | 0 - 0      |

## Classifica marcatori
- 18 reti
  - Robert Ristovski (Kiseljak Dragovoljac)
- 15 reti
  - Nikola Juričić (Brotnjo Čitluk)
- 14 reti
  - Dario Mulatić (Čapljina)
- 12 reti
  - Goran Adžić (Žepče)
- 11 reti
  - Vladimir Brašnić (Brotnjo Čitluk)
  - Anđelko Kvesić (Brotnjo Čitluk)
  - Ivica Huljev (Posušje)
  - Miro Katić (Široki Brijeg)
- 10 reti
  - Darko Zeljić (GOŠK Gabela)
  - Dragan Pešić (Posušje)